# 米哈伊·乔克
米哈伊·乔克（羅馬尼亞語：Mihai Cioc，1961年6月14日—），罗马尼亚男子柔道运动员。他曾代表罗马尼亚参加1980年和1984年夏季奥林匹克运动会柔道比赛，其中1984年奥运会获得一枚铜牌。